# Mendoncia lasiophyta
Mendoncia lasiophyta är en akantusväxtart som beskrevs av Emery Clarence Leonard. Mendoncia lasiophyta ingår i släktet Mendoncia och familjen akantusväxter. Inga underarter finns listade i Catalogue of Life.